# Impact de Chicxulub
Cet article court présente un sujet plus développé dans : Cratère de Chicxulub et Extinction Crétacé-Paléogène.
L'impact de Chicxulub est un impact cosmique qui a produit un cratère d'environ 180 km de diamètre (aujourd'hui partiellement immergé et partiellement recouvert d'autres formations), à proximité de la ville de Chicxulub Puerto, à la lisière de la péninsule mexicaine du Yucatán.
Daté de 66,038 millions d'années donc de la fin du Crétacé, cet impact est plausiblement à l'origine même de la transition entre le Crétacé et la période suivante (le Paléogène), caractérisée par une extinction massive (l'extinction Crétacé-Paléogène). Il a aussi laissé des traces géologiques dans le monde entier, sous la forme de sphérules vitreux et d'une fine couche enrichie en iridium.